# Izazivač: Le Mans '66
Izazivač: Le Mans '66 (nazvan Ford v Ferrari u nekim državama) je američki film iz 2019. u režiji Jamesa Mangolda, a scenaristi su Jez Butterworth, John-Henry Butterworth i Jason Keller. U filmu glume Matt Damon i Christian Bale, te sporedne uloge Jon Bernthal, Caitriona Balfe, Tracy Letts, Josh Lucas, Noah Jupe, Remo Girone i Ray McKinnon.
Izazivač: Le Mans '66 je imao svjetsku premijeru na Telluride Film Festivalu 30. kolovoza 2019., a u Sjedinjenim Američkim Državama je objavljen 15. studenog 2019. od strane 20th Century Foxa. Film je zaradio 225,5 milijuna američkih dolara širom svijeta i dobio je priznanje kritičara koji su pohvalili izvedbe (posebno Balea i Damona), Mangoldovu režiju, montažu i trkaće sekvence. Na 92. dodjeli Oscara dobio je četiri nominacije, uključujući i za najbolji film, dok je osvojio za najbolju montažu filma i za najbolju montažu zvuka.

## Uloge
- Matt Damon kao Carroll Shelby, američki bivši vozač trkaćih automobila, automobilski dizajner
- Christian Bale kao Ken Miles, britanski veteran iz Drugog svjetskog rata i profesionalni vozač trkaćih automobila
- Jon Bernthal kao Lee Iacocca, potpredsjednik Forda
- Caitriona Balfe kao Mollie Miles, Kenova supruga
- Tracy Letts kao Henry Ford II, izvršni direktor Forda i unuk Henryja Forda
- Josh Lucas kao Leo Beebe, viši izvršni potpredsjednik Forda
- Noah Jupe kao Peter Miles, Kenov sin
- Remo Girone kao Enzo Ferrari, osnivač Ferrarija i njegovog automobilskog trkačkog tima Scuderia Ferrari
- Ray McKinnon kao Phil Remington
- JJ Feild kao Roy Lunn, Fordov inženjer uključen u program GT40
- Jack McMullen kao Charlie Agapiou
- Corrado Invernizzi kao Franco Gozzi, desna ruka Enza Ferrarija
- Joe Williamson kao Donald N. Frey, glavni inženjer Forda
- Ian Harding kao Fordov izvršni direktor - Ian
- Christopher Darga kao John Holman

## Vanjske poveznice
- Službena stranica
- Izazivač: Le Mans '66 na IMDb-u